# Julie Chu
Julie Chu (朱慧雯, född 13 mars 1982) är en professionell amerikansk ishockeyspelare från Fairfield, Connecticut. Chu spelar som back för laget Les Canadiennes i ligan Canadian Women's Hockey League (CWHL), sedan säsongen 2010/2011.
År 2007 tilldelades hon utmärkelsen Patty Kazmaier Memorial Award för bästa kvinnliga collegespelare i ishockey i USA.
Hon har representerat USA i OS fyra gånger, där hon spelade i positionen forward. 2002, i Salt Lake City, var hon med om att ta silver och 2006, i Turin, blev det brons. Det amerikanska landslaget tog hem silver både i Vancouver år 2010 och i Sotji år 2014.